# Dacriocistorrinostomia
Dacriocistorrinostomia é uma cirurgia que visa a desobstruir as vias lacrimais, restabelecendo a drenagem lacrimal para o nariz.